# ECRM
O eCRM ou gestão de relacionamento a clientes engloba todas as funções do CRM com o uso dda, intranet, extranet e internet. 
E-CRM trata todas as formas de gerir as relações com os clientes fazendo uso da tecnologia da informação (TI). eCRM serve empresas que utilizam TI para integrar recursos de organização interna e estratégias externas (marketing) para entender e cumprir as suas necessidades dos clientes. Comparando com o CRM tradicional, a informação integrada ao eCRM pode ser mais eficiente para se comunicar com o clientes por estar online.
Benavent e Villarmois  (2006), sistemas de CRM têm tendência a fortalecer o controle sobre os resultados e comportamentos, o que apresenta um risco de conflito por prescrever comportamentos desejáveis e punir os resultados indesejáveis sobre papéis que nem sempre estão claros. Enquanto o ECRM busca melhorar os processos de gestão da empresa com o cliente por coletar dados suficientes para torna-lo único. Tornando maior a chance de fidelização à empresa.
Na medida em que o sistema de ECRM pode conduzir a uma alteração dos sistemas de controle por melhorar a organização e captação de dados. Aumenta a capacidade de aprendizagem, é importante que estes dois acontecimentos sejam convergentes (Benavent & Villarmois, 2006).
O uso de ferramentas e-crm são partes recorrentes do mercado. O Caso da RIO SUL[carece de fontes?] com o uso da ferramenta Smiles para milhagens é um exemplo disso.